# 동차 (조선)

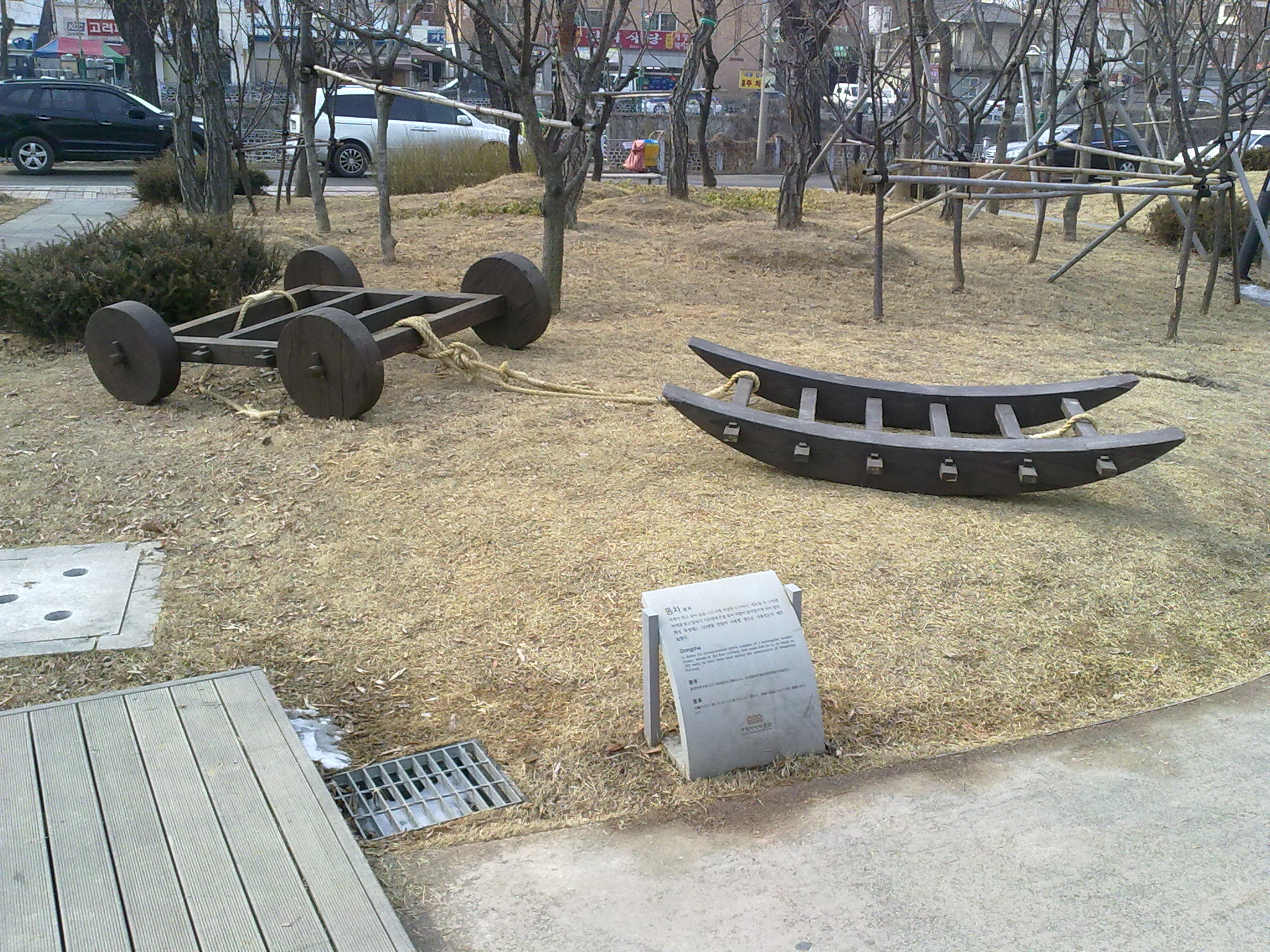
동차와 설마

동차(童車)는 조선 시대에 작은 짐을 나르던 도구였다. 화성성역의궤에 의하면 화성 공사를 위하여 동차 192량을 투입했다고 한다.

## 같이 보기
- 거중기
- 녹로
- 유형거
- 설마